# Jankees Braaksma
Jankees Braaksma is een Groningse blokfluitist en portatiefspeler, gespecialiseerd in middeleeuwse muziek. 
Jankees Braaksma kreeg zijn muzikale opleiding aan het Prins Claus Conservatorium van Groningen en het Conservatorium van Amsterdam. In Basel studeerde hij middeleeuwse muziek. Braaksma is de oprichter en leider van het ensemble voor middeleeuwse en nieuwe muziek Super Librum. Hij speelt niet alleen blokfluit, maar bespeelt ook een drietal portatieven en een door Winold van der Putten gereconstrueerd middeleeuws orgel, het Theophilusorgel.

## Discografie
- Thit was to there Stunde
- Het Hellums Paasspel
- Por Nos, Virgen Madre - Cantigas de Santa Maria
- Rosas
- Sancta Maria
- Troubadour en Jongleur